# 縉雲寺

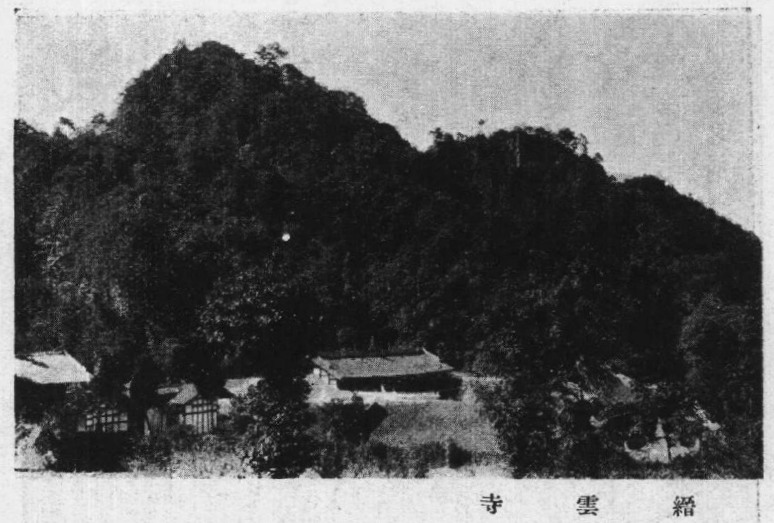
民國24年前之縉雲寺

縉雲寺位於重慶市，文物遺址年代為宋代-民國，1962年2月18日列為重慶市第一批文物古蹟保護單位。1983年12月1日縉雲寺石刻列為重慶市第一批市級文物保護單位。1987年1月23日列為重慶市第二批市級文物保護單位初定名單。1992年3月19日列為重慶市第二批市級文物保護單位。2000年9月7日列為第一批重慶市文物保護單位。含石刻、牌坊、照壁等。2013年3月5日以世界佛學苑漢藏教理院舊址公佈為第七批全國重點文物保護單位。